# IC 1903/1
IC 1903/1 је елиптична галаксија у сазвијежђу Часовник која се налази на листи објеката дубоког неба у Индекс каталогу.
Деклинација објекта је - 50° 33' 43" а ректасцензија 3h 13m 8,5s. Привидна величина (магнитуда) објекта IC 1903 износи 15,5 а фотографска магнитуда 16,5. IC 19031 је још познат и под ознакама ESO 199-24, PGC 11990.